# Anthela inornata
Anthela inornata là một loài bướm đêm thuộc họ Anthelidae. Loài này có ở Úc.